# Замятин, Виктор Иванович
Ви́ктор Ива́нович Замя́тин — советский и российский учёный в области вычислительной техники и систем управления, специалист в области оптико-электронных систем. Доктор технических наук, профессор кафедры информационных технологий Алтайского государственного технического университета имени И. И. Ползунова.

## Образование
- Энергетический факультет Алтайского политехнического института имени И. И. Ползунова (1976—1981)
- Очная аспирантура по специальности «Элементы и устройства вычислительной техники и систем управления» (1981—1984, АПИ имени И. И. Ползунова)
- Кандидат технических наук (1984, Томский институт автоматизированных систем управления и радиоэлектроники)
- Доктор технических наук по специальности «Оптико-электронные приборы» (1993, Московский институт инженеров геодезии, аэрофотосъёмки и картографии)

## Биография
Во время обучения в Алтайском политехническом институте имени И. И. Ползунова за успехи в учёбе был удостоен именной стипендии И. И. Ползунова. После окончания аспирантуры и защиты кандидатской диссертации в 1984 году работал доцентом Алтайского политехнического института.
В 1994 году после защиты в 1993 году докторской диссертации было присвоено учёное звание профессора по кафедре информационных технологий.
Преподаёт для студентов специальности «Информационно-измерительная техника и технологии» дисциплины «Архитектура компьютеров» и «Измерительно-вычислительные комплексы». Ведёт аспирантуру по специальности «Приборы и методы контроля природной среды, веществ, материалов и изделий».
Руководитель научного центра «Оптико-электронные системы».

### Монографии
- 16-канальный измеритель временных интервалов для дрейфовых координатных детекторов с общим сигналом «Стоп». — Дубна: ОИЯИ, 1988. — 15 с.
- Проектирование систем кондиционирования и вентиляции. — Барнаул: Издательство АлтГТУ, 2004. — 99 с. — (Соавтор С. Ю. Тырышкин).

### Учебные пособия
- Оптико-электронные приборы на основе твердотельных фотоприемников: Учебное пособие. — Барнаул: АПИ, 1991. — 38 с.